# Interação humano–computador

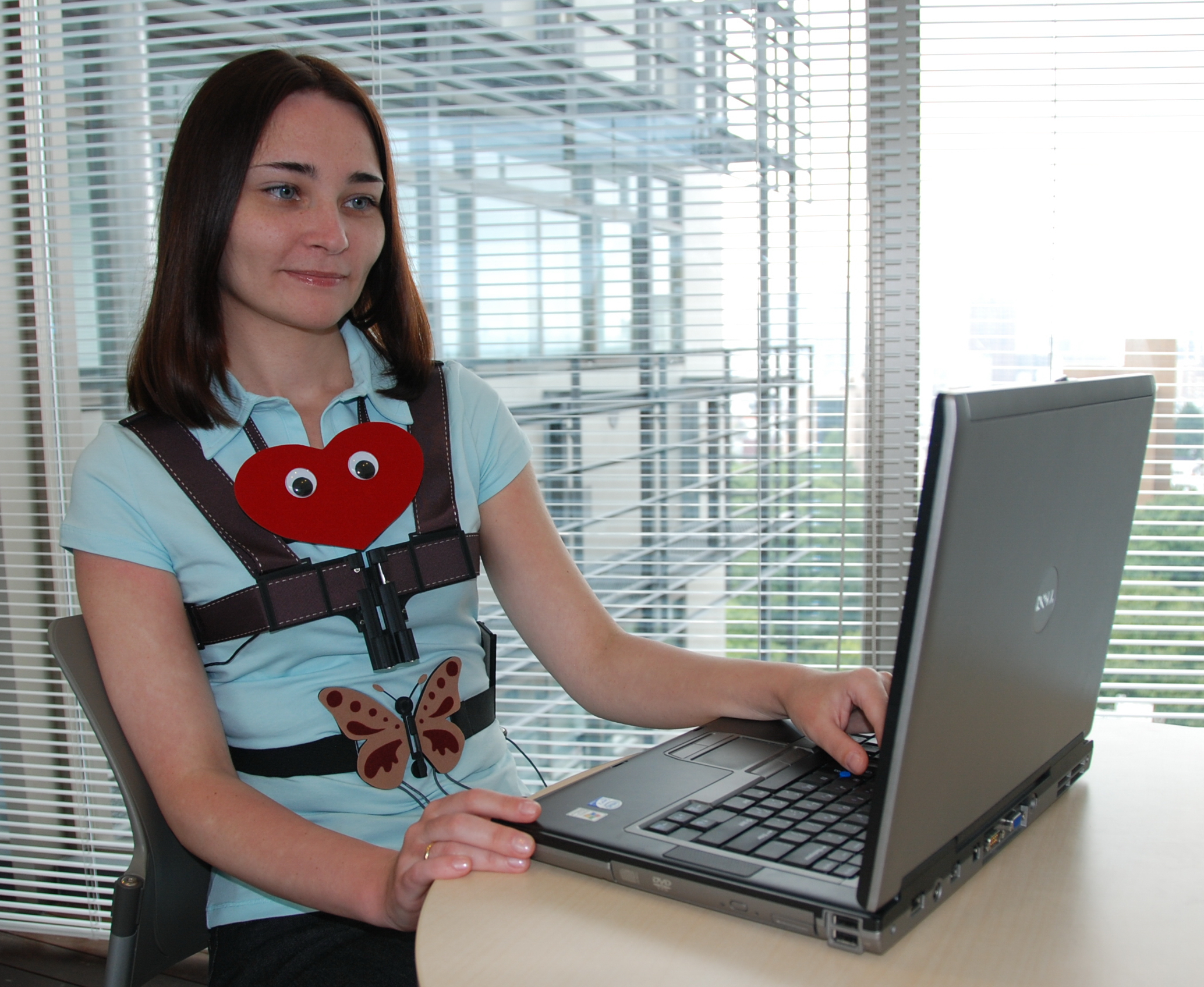
Imagem de uma mulher interagindo com um computador.

A comunicação é uma das muitas necessidades do ser humano, pois desde a época das cavernas ele demonstra o anseio por expressar o que passa dentro de si e no meio em que vive, tudo isso através de pinturas nas paredes das cavernas, rabiscos e formas geométricas. A necessidade de estar em sociedade e de comunicar caminham juntas dentro do ser humano e ele, desde sempre, buscou formas para que isso acontecesse.
O ser humano encontra-se em constante evolução e tudo quanto está dentro dele e ao seu redor acompanha esse ritmo, sejam seus desejos mais íntimos ou necessidades básicas, tudo se adapta, tudo se aprimora e se transforma, desde o Homem-de-neandertal.
A necessidade de comunicação acompanhou a evolução e aprimorou a forma com que o ser humano comunica e interage em seu meio e, muito mais do que isso, essa evolução fez com que ele conseguisse comunicar-se com quem quer que seja. Essa interação vem sendo aprimorada todos os dias e tem mudado a vida de todos nós, indireta e diretamente.
Esse anseio por interação/comunicação deu ao ser humano a capacidade de criar dispositivos (celulares, computadores, notebooks, etc) que são hoje como parte do seu corpo, ou seja, é quase impossível viver sem, dando origem ao termo IHC (Interação humano–computador). O IHC é o estudo da interação entre pessoas e computadores. É uma matéria interdisciplinar que relaciona a ciência da computação, artes, design, ergonomia, psicologia, sociologia, semiótica, linguística, e áreas afins. A interação entre humanos e máquinas acontece através da interface do utilizador, formada por software e hardware. Ela é utilizada, por exemplo, para algumas manipulações de periféricos de computadores e grandes máquinas como aviões e usinas hidrelétricas.
A tecnologia deve ser usada sempre para maximizar nossas habilidades, e o uso de computadores deve ser o mais simples, seguro e agradável possível. Criação de sistemas difíceis de usar pode inviabilizar o sucesso de softwares que poderiam ser bastante úteis.
O desempenho humano no uso de computadores e de sistemas de informação tem sido uma área de pesquisa e desenvolvimento que muito se expandiu nas últimas décadas. Isso tem sido feito usando-se poderosas ferramentas computacionais na análise de dados coletados de acordo com métodos da psicologia experimental. Outras contribuições também advém da psicologia educacional, do design instrucional e gráfico, dos fatores humanos ou ergonomia, e bem mais recentemente, da antropologia e da sociologia. Mais recentemente, novas teorias foram criadas, por exemplo, a Engenharia Semiótica, e são fundamentadas em outras Disciplinas, a Semiotica.
A área de IHC começou com Donald Norman, psicólogo cognitivista que trabalhou o conceito de usabilidade. É possível citar três ondas durante a história da área de IHC:
Desde então surgiram as três ondas do IHC, como parte da inserção cultural na metodologia de percepção do uso da tecnologia na vida humana. 